# Pfarrkirche Winklern

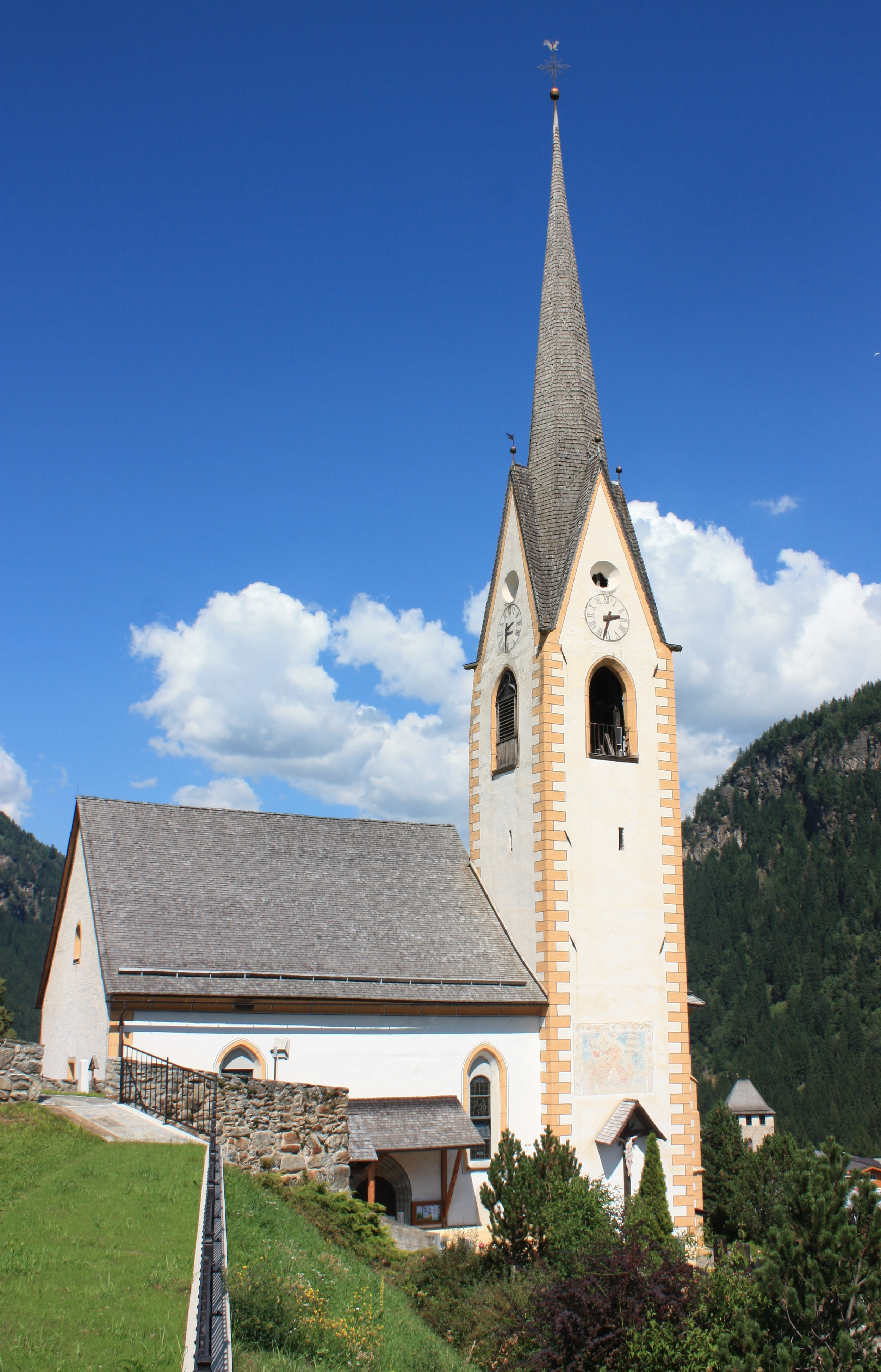
Außenansicht

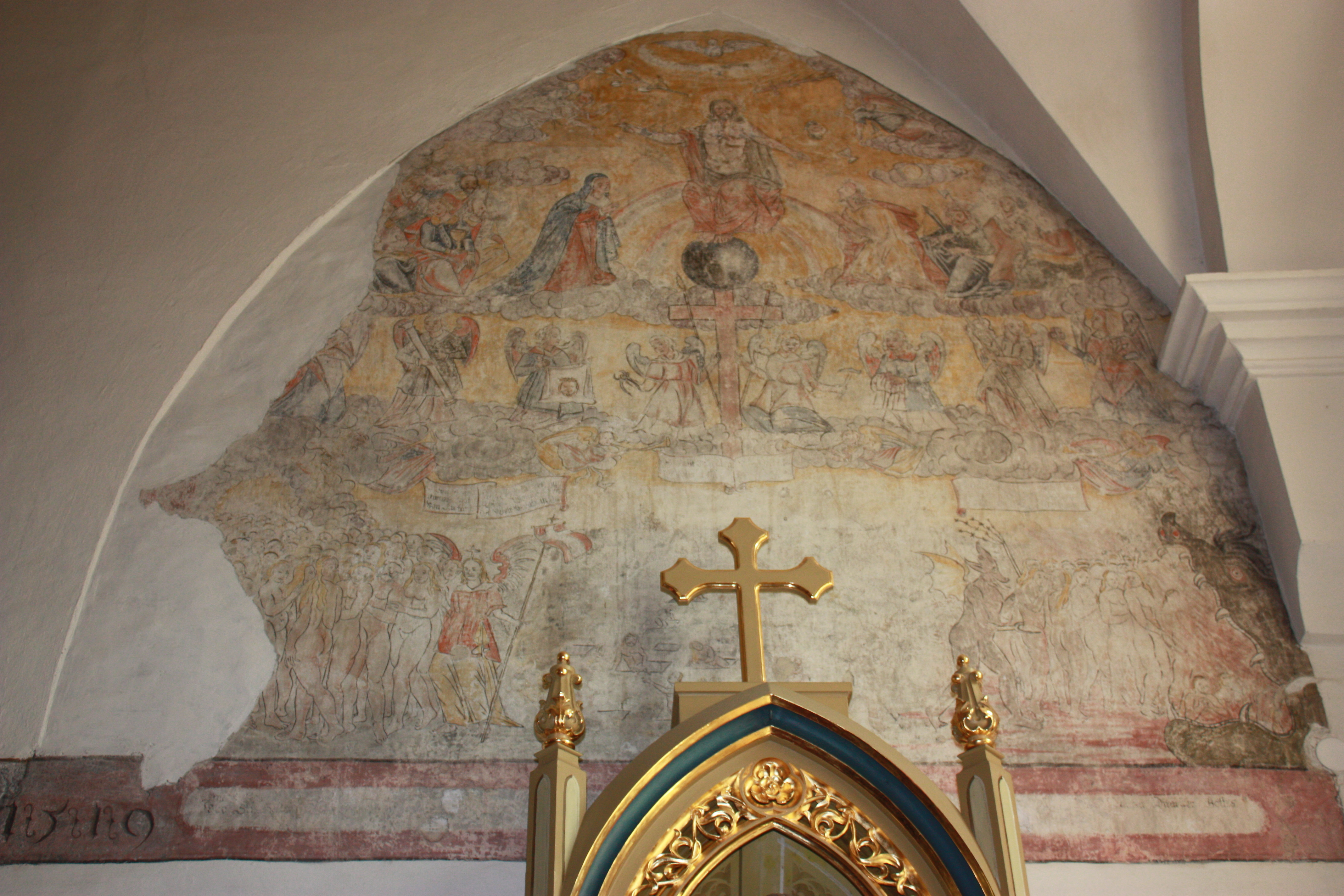
Jüngstes-Gericht-Fresko

Die römisch-katholische Pfarrkirche Winklern ist dem heiligen Laurentius geweiht. Sie liegt im Dorf Winklern an der Mölltalstrasse in Kärnten.

## Geschichte
1115 findet erstmals in Winklern eine Filialkirche von Stall urkundliche Erwähnung. Nach der südseitigen Erweiterung um 1510 wurde die Kirche 1516 durch Bischof Berthold von Chiemsee geweiht. Noch Im selben Jahr wurde sie ein Raub der Flammen. Die wieder aufgebaute Kirche weihte 1521 Bischof Berthold erneut. 1787 wurde Winklern im Zuge der josephinischen Reformen von der Mutterpfarre Stall gelöst und zur eigenständigen Pfarre erhoben. 1789 kam die Pfarre Winklern von der Erzdiözese Salzburg zur Diözese Gurk. Um 1800 wurde die Pfarrkirche umgestaltet und vermutlich nach Westen erweitert. Ende des 19. Jahrhunderts bis 1908 fand eine Gotisierung des Innenraums statt.

## Baubeschreibung
Die Kirche ist ein spätgotischer Bau des 15. und 16. Jahrhunderts. Dreieckige Strebepfeilern stützen den Chor mit Fünfachtelschluss und Spitzbogenfenster. In dem kleinen, gratgewölbten Raum unter dem Chor steht ein neugotischer Altar. Der Turm im südlichen Chorwinkel hat spitzbogige Schallfenster und einen Spitzgiebelhelm. Das Christophorusfresko an der Südwand des Turmes entstand um 1470. Das dreijochige Langhaus ist an der Südseite um die Breite des Turmes ausgeweitet. Das reich profilierte Portal an der Südwand des Langhauses ist im Spitzbogenfeld mit 1517 bezeichnet. An der Südwand finden sich Grabsteine aus dem Biedermeier.
Im Langhaus erhebt sich eine barocke Flachtonne mit Stichkappen über Wandpfeilern. Im Westen ist eine zweigeschoßige Holzempore auf Holzstützen eingestellt. Das Fresko des Jüngsten Gerichtes mit Wappen an der Ostwand des Langhauses entstand 1519. Über dem zweijochigen Chor ruht ein Netzrippengewölbe auf spätgotischen Runddiensten, die in Wappenkonsolen enden. Im mittleren Gewölbefeld des Ostjoches ist eine gemalte Madonna mit Kind in einem vertieften Vierpass mit Blatt- und Blütenformen vom Anfang des 16. Jahrhunderts zu sehen. An der Südseite des westlichen Chorjochs führt eine spätgotische, eisenbeschlagene Tür ins rippengewölbte Turmerdgeschoß.

## Einrichtung
Der 1899 von Johann Rotschopf gefertigte Hochaltar trägt in der Mittelnische die Statue des heiligen Laurentius, in den Seitennischen die Figuren der Heiligen Benedikt und Rupert sowie im Aufsatz die Skulptur des heiligen Martin. Die Konsolfiguren stammen vermutlich aus einer Grödener Schnitzwerkstatt. Die Orgel entstand um 1840/1850. Der neugotische Taufstein trägt eine Skulptur der Taufe Jesu. Die neugotische Kanzel zeigt an der Brüstung die Reliefs der Evangelisten. Weiters besitzt die Kirche eine spätgotische Schnitzfigur des heiligen Ulrich. An der Langhausnordwand befindet sich ein Epitaph für den in Winklern geborenen Johann Ritter von Jenull.